# Liste der Kulturgüter in Sonvilier
Die Liste der Kulturgüter in Sonvilier enthält alle Objekte in der Gemeinde Sonvilier im Kanton Bern, die gemäss der Haager Konvention zum Schutz von Kulturgut bei bewaffneten Konflikten, dem Bundesgesetz vom 20. Juni 2014 über den Schutz der Kulturgüter bei bewaffneten Konflikten sowie der Verordnung vom 29. Oktober 2014 über den Schutz der Kulturgüter bei bewaffneten Konflikten unter Schutz stehen.
Objekte der Kategorien A und B sind vollständig in der Liste enthalten, Objekte der Kategorie C fehlen zurzeit (Stand: 14. April 2024). Unter übrige Baudenkmäler sind geschützte Objekte zu finden, die im Bauinventar des Kantons Bern als «schützenswert» verzeichnet sind.

## Kulturgüter
| Foto |                                                                          | Objekt                                                                                        | Kat. | Typ | Standort                                       | Beschreibung |
| ---- | ------------------------------------------------------------------------ | --------------------------------------------------------------------------------------------- | ---- | --- | ---------------------------------------------- | --- |
| ja   | Datei hochladen · Wikidata zu Bauernhaus La Grande Coronelle (Q19362704) | Bauernhaus La Grande Coronelle / Ferme de la Grande Coronelle KGS-Nr.: 01230                  | A    | G   | La Coronelle 94 562542 / 223601                | Das 1621 erbaute und 1835 erweiterte Bauernhaus im nachgotischen Stil gehört zu den bemerkenswertesten Bauten seiner Art im Jura und unterscheidet sich in mehrfacher Hinsicht von ähnlichen Gebäuden. Herausragend sind insbesondere die Qualität und der Reichtum der Ornamente, die verschiedenen Fenstertypen und das repräsentative Erscheinungsbild. |
| ja   | Datei hochladen · Wikidata zu Burgruine Erguel (Q2968214)                | Erguël, Ruinen der mittelalterlichen Burg / Erguël, ruines du château médiéval KGS-Nr.: 01231 | B    | G   | Ruine du Château d’Erguël N.N. 565040 / 220641 | Ruine einer vermutlich im 12. Jahrhundert errichteten Burg der Fürstbischöfe von Basel, Mitte des 18. Jahrhunderts aufgegeben und dem Verfall überlassen. Von der lang gezogenen Wehranlage auf einem Felsrücken hoch über dem Dorf erhalten geblieben sind der kreisrunde Bergfried, Reste von Mauerzügen und im Boden vergrabene Objekte.                |
| BW   | Datei hochladen · Wikidata zu Bauerhaus (1652) (Q116940807)              | Bauernhaus / Ferme KGS-Nr.: 16799                                                             | B    | G   | Montagne de l'Envers 202 565012 / 219988       | Ehemaliges Bauernhaus von 1652 |

## Übrige Baudenkmäler
Hinweis: Anstelle der KGS-Nummer wird als Objekt-Identifikator (ID) die Grundstücksnummer verwendet.
| ID       | Foto |                                                                                    | Objekt                                                                                             | Typ | Standort                                       | Beschreibung |
| -------- | ---- | ---------------------------------------------------------------------------------- | -------------------------------------------------------------------------------------------------- | --- | ---------------------------------------------- | --- |
| 3        | BW   | Datei hochladen                                                                    | Wohnhaus (2. Viertel 19. Jh.) / Habitation (2ème quart du 19ème s.)                                | G   | Rue Fritz-Marchand 34 563605 / 220731          | |
| 3        | BW   | Datei hochladen                                                                    | Zwei Brücken (19. Jh.) / Deux ponts (19ème s.)                                                     | G   | La Ruette N.N. 564056 / 220943                 | Mit Brücke Route du Stand N.N. |
| 93       | BW   | Datei hochladen                                                                    | Zwei Brücken (19. Jh.) / Deux ponts (19ème s.)                                                     | G   | Route du Stand N.N. 563960 / 220914            | Mit Brücke La Ruette N.N. |
| 129      | ja   | Datei hochladen · Wikidata zu Schulhaus und Gemeindeverwaltung (1874) (Q116941315) | Schulhaus und Gemeindeverwaltung (1874) / Collège et bâtiment de l'administration communale (1874) | G   | Place du Collège 1 564006 / 221012             | |
| 130      | ja   | Datei hochladen                                                                    | Wohnhaus (1843) / Immeuble d'habitation (1843)                                                     | G   | Rue Fritz-Marchand 2 563981 / 220995           | |
| 142      | ja   | Datei hochladen                                                                    | Reformiertes Pfarrhaus (1839) / Cure de la paroisse réformée (1839)                                | G   | Rue de la Cure 6 564060 / 221122               | |
| 143      | ja   | Datei hochladen · Wikidata zu Reformierte Pfarrkirche (1831/32) (Q18412466)        | Reformierte Pfarrkirche (1831/32) / Eglise paroissiale réformée (1831/32)                          | G   | Rue de la Cure 8 564017 / 221108               | |
| 145      | BW   | Datei hochladen                                                                    | Wohnhaus "Les Lilas" (1905) / Habitation "Les Lilas" (1906)                                        | G   | Crêt Besson 1 564032 / 221051                  | |
| 152; 153 | ja   | Datei hochladen                                                                    | Wohnhaus (Mitte 19. Jh.) / Immeuble d'habitation (milieu du 19ème s.)                              | G   | Crêt Besson 13, 15 564156 / 221140             | |
| 155      | ja   | Datei hochladen                                                                    | Brunnen (1889) / Fontaine (1889)                                                                   | K   | Place du Collège N.N. 564030 / 221006          | |
| 224      | BW   | Datei hochladen                                                                    | Wohnhaus (Mitte 19. Jh.) / Immeuble d'habitation (milieu du 19ème s.)                              | G   | Rue Ferdinand-Gonseth 11 564235 / 221094       | |
| 242      | ja   | Datei hochladen                                                                    | Totenkapelle (1905) / Chapelle mortuaire (1905)                                                    | G   | Rue de la Gare 28 564435 / 221329              | |
| 286      | BW   | Datei hochladen                                                                    | Wohnhaus (18./19. Jh.) / Habitation (18.ème/19.ème s.)                                             | G   | Route des Sauges 135a 565061 / 221244          | |
| 528      | BW   | Datei hochladen                                                                    | Bauernhaus (1791) / Ferme (1791)                                                                   | G   | Aux Pruats 27 561396 / 221881                  | |
| 528      | BW   | Datei hochladen                                                                    | Wohnhaus mit Atelier (1808) / Ancienne habitation et atelier, édifice (1808)                       | G   | Aux Pruats 27a 561427 / 221905                 | |
| 550      | BW   | Datei hochladen                                                                    | Bauernhaus (1631) / Ferme (1631)                                                                   | G   | La Souriche 107 563865 / 222330                | |
| 553      | BW   | Datei hochladen                                                                    | Bauernhaus (1630) / Ferme (1630)                                                                   | G   | Sur la Côte 104 564286 / 222409                | |
| 584      | ja   | Datei hochladen                                                                    | Bauernhaus (1855) / Ferme (1855)                                                                   | G   | La Chaux-d’Abel 65 560920 / 223314             | |
| 594      | BW   | Datei hochladen                                                                    | Bauernhaus (1804) / Ferme (1804)                                                                   | G   | La Chaux-d’Abel 48 560892 / 222490             | |
| 627; 630 | BW   | Datei hochladen                                                                    | Ruine Schloss d'Ergüel (Ende 13.Jh.) / Ruine du Château d'Ergüel (Fin 13.s.)                       | G   | Ruine du Château d'Ergüel N.N. 565043 / 220633 | Ruine einer vermutlich im 12. Jahrhundert errichteten Burg der Fürstbischöfe von Basel, Mitte des 18. Jahrhunderts aufgegeben und dem Verfall überlassen. Von der lang gezogenen Wehranlage auf einem Felsrücken hoch über dem Dorf erhalten geblieben sind der kreisrunde Bergfried, Reste von Mauerzügen und im Boden vergrabene Objekte. |
| 767      | BW   | Datei hochladen · Wikidata zu Bauerhaus (1652) (Q116940807)                        | Ehemaliges Bauernhaus (1652) / Ancienne ferme (1652)                                               | G   | Montagne de l’Envers 202 565012 / 219988       | |
| 930      | ja   | Datei hochladen                                                                    | Restaurant de la Chaux-d’Abel (1803)                                                               | G   | La Chaux-d’Abel 61 560635 / 223191             | |